# La Dent couronnée
La Dent couronnée est la huitième histoire de la série Les Centaures de Pierre Seron. Elle est publiée pour la première fois du no 2178 au no 2179 du journal Spirou.

## Univers

### Synopsis
Cinq siècles av. J.-C., dans ce qui semble la Perse, le prince Ahouri-Mazdâ voit sa cruauté punie d'une étrange malédiction.

### Personnages
- Aurore et Ulysse, les centaures qui jouent aux redresseurs de torts.
- Le cruel prince Ahouri-Mazdâ.
- Xhéxarès, le maître des sculpteurs qui s'oppose à Ahouri-Mazdâ.

## Publication

### Revues
L'histoire a été publiée du no  2178 du 10 janvier 1980 au no  2179 du 17 janvier 1980 du journal de Spirou

### Album
L'histoire est publiée dans l'album Les Châtiments d'Hermès (MC Productions en 1988, réédité chez Jourdan en 1991) qui comprend également l'histoire éponyme ainsi que Le Visiteur et Les Hommes des bois. L'album porte le numéro 1 mais il s'agit en réalité du 5e album de la série publiée si l'on tient compte des différents éditeurs.